# Anelaphus simile
Anelaphus simile är en skalbaggsart som först beskrevs av Schaeffer 1908.  Anelaphus simile ingår i släktet Anelaphus och familjen långhorningar. Inga underarter finns listade i Catalogue of Life.